# SAK Celovec
SAK Celovec/Klagenfurt (s polnim imenom Slovenski atletski klub Celovec) je avstrijski nogometni klub iz Celovca, ki igra v tretji avstrijski ligi Regionalliga Mitte, domači stadion kluba Stadion SAK ima kapaciteto za 2.000 gledalcev. Predsednik kluba je Marko Wieser, glavni trener pa od leta 2021 Goran Jolič.
Klub je leta 1970 ustanovila Zvezna gimnazija in zvezna realna gimnazija za Slovence okoli Valentina Inzka, zaradi česar velja za enega od športnih središč Koroških Slovencev. V sedemdesetih letih se je moral klub spopadati s pro-nemškimi oz. protislovenskimi sodniki in tudi gledalci na gostovanjih, zato so se tekme pogosto sprevrgle v politične shode v podporo oz. proti slovenski narodni manjšini v Avstriji. Tudi med trenerji in v igralskem kadru prevladujejo koroško-slovenski in slovenski trenerji oz. nogometaši, klub je uspel privabiti več slovenskih članskih reprezentantov, kot so Milivoje Novaković, Primož Gliha, Janez Pate, Željko Mitraković, Andrej Pečnik, in Senad Tiganj, med trenerji pa Jožeta Prelogarja in Marijana Pušnika. SAK se je leta 1995 uvrstil v prvo avstrijsko ligo in v njej igral eno sezono, nato je do leta 2001 igral v regionalni ligi (Regionalliga), ter tudi med letoma 2002 in 2003 ter 2005 in 2015. Med leti 2001 in 2002 ter 2003 in 2005 pa je igral v koroški ligi (Kaerntner Landesliga).